# Julien Brabo
Pour les articles homonymes, voir Brabo.
Julien Brabo, de son nom de plume Jan Castagno, est un imprimeur, éditeur et poète français en langue d'oc, et un créateur de journaux, né le 26 octobre 1859 à Saint-Martin-de-Valgalgues, mort le 31 janvier 1938 à Alès.

## Biographie
Julien Brabo, « mèstre en gai-sabé » (maître en gai-savoir) a notamment publié une trentaine d’ouvrages, romans, poésies et théâtre.
Il a créé plusieurs journaux : Le Tourbillon, La Lorgnette Alésienne, Le Pays Cévenol qui existe toujours, et Cacalaca, celui-ci en dialecte cévenol.
En 1931, il a été fait majoral du Félibrige. Il a appartenu à la Société des félibres de Paris.
Il a eu pour fils le peintre Albert Brabo.

## Publications
- Grumos e rires dins lou sang (« larmes et rires dans le sang »), retrat de l'autou d'Albert Brabo, Alès, impr. J. Brabo, 1919
- La mielado (« la miellée »), sept illustrations d'Albert Brabo, Alès, impr. J. Brabo , 1919
- Vitourino, tros de vido de païsans raiôus, raconte pouëti, en proso martelado, dessins d'Albert Brabo, Alès, impr. J. Brabo, 1920
- Toupinél ou lou Cop de sourel de gustet, galejado en dous ates adoubado per lou teatre, Alès, impr. J. Brabo, 1920
- Uno vesprado de teatre miejournau, Alès, impr. J. Brabo , 1921
- Margal, dramo, tres ates adoubas per lou teatre, Alès, impr. J. Brabo , 1922
- Lou grand boudiflard, boufounado, quatre ates, per lou teatre, Alès, impr. J. Brabo , 1922
- La grando pietà de Carnaval, bou en founado de grand espectacle que se jogo davans las Poupulaçaos, lou Dimars-Gras sur las Plaços, 1924
- Simoun lou minur, dramo de las minos cevenolos, en 4 ates, en vers, préface de Marius Jouveau, Alès, impr. J. Brabo, 1926
- Lou mistèri crestian, en cinq jounchos e un apouteoso espeli en dialeite raiòu d'Alès, Alès, impr. J. Brabo, 1928
- L'indigestieu de madamo Chimbalo, galejado en un ate, Jan Castagno, Alès, impr. J. Brabo , 192.?
- Rastelard president dau sendicat das Manjo-Peros, fatrimelige teatralo, Jan Castagno, Alès, impr. J. Brabo , 192.?
- E zóu ! tabò ! (« et quand même ») , rouman, Alès, impr. J. Brabo, 1930
- Sus l'unificaciéu de la lengo nostro, estudieto soumesso au jujament dau Counsistòri Majouralen de 1932, Alès, impr. J. Brabo , 1932
- Lous fousels d'or (« les cocons d'or »), garbo de cent pouêmenets de dès vèrs (en dialèite lengadoucian d'Alès), Alès, impr. J. Brabo , 1934
- La noço de Frosino, galejado rimado, Alès, impr. Brabo-Compan , 1936-37
- La petoucho (« la peur ridicule »), boufounado en un ate, Alès, impr. J. Brabo
- Per moun païs, pouèmenet, Alès, impr. J. Brabo
- Oumenage as carbouniès de l'Alesenco (Hommage aux mineurs du pays d'Alès), A. Couret, M. Lacroix, Jan Castagno ; textes choisis, prés. et trad. par Yves Gourgaud, Sant-Martin-de-Vau-Gaugo, Aigo Vivo, 2006
- Tres das Cevenos, pèr lou majourau Jan Castagno, emé bos grava de l'autour, présentation d'Ive Gourgaud, Aix-en-Provence, Félibrige , 2012